# Autonómica Preferente Femenina de la Región de Murcia
La Autonómica Preferente Femenina de la Región de Murcia (hasta 2017 Liga Autonómica Femenina) constituye el quinto nivel de competición de la liga española de fútbol femenino en la Región de Murcia. Su administración corre a cargo de la Federación de Fútbol de la Región de Murcia, fundada en 1924. El equipo con más participaciones es el Murcia Féminas.

## Sistema de competición
Para la temporada 2023-2024 la Autonómica Preferente Femenina de la Región de Murcia cuenta con un grupo único de 13 equipos. Solo el primer clasificado ascenderá a Tercera Federación Femenina mientras que los tres últimos descenderán a Primera Autonómica Femenina.

## Equipos 2023-2024
| - Alhama Club de Fútbol C - Unión Molinense Club de Fútbol - CAP Ciudad de Murcia - Unión Deportiva Águilas Femenino - Fútbol Club Cartagena - SMX Athletic Club de Murcia - Mazarrón Féminas | - Club Deportivo Zeneta Femenino - Escuela de Fútbol Dolorense - Yecla Club de Fútbol - Muleño Club de Fútbol - Alcantarilla Fútbol Club - Universae - Murcia Féminas |

## Palmarés
| Temporada | Campeón                     | Subcampeón             |
| --------- | --------------------------- | ---------------------- |
| 2009-2010 | Murcia Féminas              |                        |
| 2010-2011 | Lorca Féminas A. D.         |                        |
| 2012-2013 | Lorca Féminas A. D.         |                        |
| 2013-2014 | Alhama Club de Fútbol       | AD Atlético Zeneta     |
| 2014-2015 | CD Zeneta                   | CD Minerva             |
| 2017-2018 | CAP Ciudad de Murcia        |                        |
| 2019-2020 | SMX Athletic Club de Murcia | U. D. Águilas Femenino |
| 2020-2021 | U. D. Águilas Femenino      | Real Murcia Féminas B  |
| 2021-2022 | CAP Ciudad de Murcia        | Real Murcia Féminas B  |
| 2022-2023 | Alhama Club de Fútbol B     | U. D. Águilas Femenino |
| 2023-2024 |                             |                        |